# AD Torrejón CF (kvinder)
AD Torrejón CF Femenino er en spansk fodboldklub for kvinder fra Torrejón de Ardoz og er kvindernes afdeling af AD Torrejón. Det var et af de førende hold i Madrid-regionen og spillede i Primera División mellem 2002 og 2011. I 2016 blev klubben genetableret efter nogle års pause. Klubben spiller pr. 2017 i Spaniens næstbedste række, Segunda División.